# Nędzowski Dział
Nędzowski Dział – niski grzbiet ciągnący się w poprzek Rowu Podtatrzańskiego pomiędzy Tatrami Zachodnimi a Pogórzem Gubałowskim. Zaczyna się pod Hrubym Reglem, zaraz po północno-wschodniej stronie wylotu Stanikowego Żlebu, przecina drogę z Zakopanego do Kir przy przystanku Nędzówka i ciągnie przez należące do Kościeliska osiedla: Nędzówka, Hotarz, Bór, po wzniesienie Palenicy Kościeliskiej. W najniższym punkcie (w środku) ma wysokość około 940 m n.p.m.
Nędzowski Dział oddziela od siebie dwie części Rowu Podtatrzańskiego: Rów Kościeliski (po zachodniej stronie) i Rów Zakopiański (po wschodniej stronie). Równocześnie tworzy też dział wodny między dorzeczem Czarnego Dunajca i Białego Dunajca. Cieki wodne po jego zachodniej stronie zasilają Antałowski Potok (dopływ Czarnego Dunajca), po wschodniej stronie Cichą Wodę i jej dopływ – Butorowski Potok.
Nędzowski Dział jest bezleśny, zajęty przez łąki i zabudowania. Przebiega przez niego północna droga z Zakopanego do Kościeliska przez Polanę Szymoszkową.